# Футома
Футома (пол. Futoma) — розташоване на Закерзонні село в Польщі, у гміні Блажова Ряшівського повіту Підкарпатського воєводства.
Населення — 1288 осіб (2011).

## Розташування
Розташоване приблизно за 7 км на південний схід від Блажової і за 23 км на південний схід від воєводського центру Ряшева.
Сусідні села П'яткова, Блажова, Хижне, Гарна, Любно, Весела, Каколівка, Блажова Дольна (тобто Нижня), Блажова Гірня, Брезівка, Барич тощо.

## Історія
Село знаходиться на заході Надсяння, де внаслідок примусового закриття церков у 1593 р. українське населення зазнало латинізації та полонізації. У 1881 р. в селі були костел, 248 будинків і 1289 жителів (змішане польсько-українське населення). Греко-католицька громада належала до парафії Лубно, яка входила до Бірчанського деканату Перемишльської єпархії.
На 1936 р. рештки українського населення належали до греко-католицької парафії Лубно Динівського деканату Апостольської адміністрації Лемківщини). Село належало до Ряшівського повіту Львівського воєводства.
У 1975-1998 роках село належало до Ряшівського воєводства.

## Сучасність
На Футому ходить старенький автобус із Ряшева (з автовокзалу, що обік двірця), проте досить нечасто. Відстань — 25 км.
У Футомі говорять своєрідним діалектом з великою кількістю реліктових слів із української мови.
Хоча село вже далеко від України, в польських джерелах чорним по білому написано: «народовощі мєшаней польскєй і рускєй».

## Демографія
Демографічна структура станом на 31 березня 2011 року:
|          | Загалом | Допрацездатний вік | Працездатний вік | Постпрацездатний вік |
| -------- | ------- | ------------------ | ---------------- | -------------------- |
| Чоловіки | 634     | 149                | 406              | 79                   |
| Жінки    | 654     | 126                | 365              | 163                  |
| Разом    | 1288    | 275                | 771              | 242                  |